# Harvey Bullock (Batman)
Harvey Bullock er en fiktiv detektiv, der optrøder i amerikanske tegneserier udgivet af DC Comics, mest almindeligt i forbindelse med superhelten Batman. Karakteren optrådte første gang i Detective Comics #441 (juni 1974) aog han blev skabt af Archie Goodwin og Howard Chaykin.
I animation har han optrådt i DC Animated Universe, hvor Robert Costanzo har lagt stemme til ham. Han havde debut live-action i Fox' tv-serie Gotham i 2014, hvor han blev spillet af Donal Logue.